# Banneu
Banneu è una città e sottoprefettura della Costa d'Avorio appartenente al dipartimento di Zouan-Hounien. Conta una popolazione di 13 223 abitanti (censimento 2014).